# ماكارونيسيا

ماكارونيسيا

ماكارونيسيا (بالإنجليزية: Macaronesia)‏، هي مجموعة من أربعة أرخبيلات مواجهة لسواحل قارتي أفريقيا وأوروبا، والتي تنتمي لثلاثة دول هي إسبانيا والبرتغال وجزر الرأس الأخضر. وتُعد هذه المجموعة موطناً للعديد من الأنواع والأجناس النباتية والحيوانية على حدٍ سواء.

## التسمية
يتشابه الاسم مع مصطلح آخر يخص جزر أخرى وهي ميكرونيسيا، والكلمة في اليونانية تعني "جُزر الحظ"، وهو مُصطلح يستخدمه الجغرافيين اليونانيين القدماء للجزر على غرب مضيق جبل طارق.

## قائمة الأرخبيلات
- جزر الأزور
- جزر ماديرا
- جزر الكناري
- جزر الرأس الأخضر